# Mário Henrique Simonsen
Mário Henrique Simonsen (Río de Janeiro, 19 de febrero de 1935 — Río de Janeiro, 9 de febrero de 1997), ingeniero, economista conservador, profesor y banquero brasileño.
Graduado como ingeniero civil en la antigua Escuela Nacional de Ingeniería de la Universidad del Brasil, se destacó como docente de economía en la Escuela de Posgrados en Economía de la Fundación Getúlio Vargas. Sus colegas lo consideraron siempre brillante, pocos alumnos podían seguir el ritmo de sus clases. Entre sus alumnos se destacan Sérgio Werlang, Daniel Dantas, Armínio Fraga y Maria Silvia Bastos Marques.
Actuó como consultor del Banco Bozano, Simonsen y en varias empresas y organismos.
Fue Ministro de Hacienda de Brasil durante el gobierno de Ernesto Geisel, del 16 de marzo de 1974 al 15 de marzo de 1979, y Ministro de Planeamiento en el gobierno de João Baptista Figueiredo. Anteriormente se había desempeñado como Presidente del Banco Central de Brasil en el gobierno de Humberto de Alencar Castelo Branco.
Su sobrino Carlos Ivan Simonsen Leal, también es economista y llegó a la presidencia de la Fundación Getúlio Vargas.